# Megastylus mascarensis
Megastylus mascarensis là một loài tò vò trong họ Ichneumonidae.